# Boxeuropameisterschaften 2010
Die 38. Herren-Boxeuropameisterschaften der Amateure 2010 wurden vom 4. bis zum 13. Juni 2010 in der Megasport-Arena in der russischen Hauptstadt Moskau ausgetragen.
Es wurden 44 Medaillen in elf Gewichtsklassen vergeben.

## Ergebnisse
| Klasse                          | Gold                          | Silber                         | Bronze                                                     |
| Halbfliegengewicht (bis 48 kg)  | Paddy Barnes Irland           | Elvin Məmişzadə Aserbaidschan  | Howhannes Danieljan Armenien Kelvin de la Nieve Spanien    |
| Fliegengewicht (bis 51 kg)      | Michail Alojan Russland       | Khalid Saeed Yafai England     | Vincenzo Picardi Italien Ronny Beblik Deutschland          |
| Bantamgewicht (bis 54 kg)       | Eduard Absalimow Russland     | Heorhij Tschyhajew Ukraine     | Andrew Selby Wales Gamal Yafai England                     |
| Federgewicht (bis 57 kg)        | Denis Makarov Deutschland     | Iain Weaver England            | Sjarhej Kunizyn Weißrussland Tyrone McCullough Irland      |
| Leichtgewicht (bis 60 kg)       | Albert Selimow Russland       | Thomas Stalker England         | Eugen Burhard Deutschland Eric Donovan Irland              |
| Halbweltergewicht (bis 64 kg)   | Hratschik Jawachjan Armenien  | Gyula Káté Ungarn              | Alexander Soljanikow Russland Olexander Kljutschko Ukraine |
| Weltergewicht (bis 69 kg)       | Balázs Bácskai Ungarn         | Alexis Vastine Frankreich      | Mahamed Nurudsinau Weißrussland Taras Schelestjuk Ukraine  |
| Mittelgewicht (bis 75 kg)       | Artjom Tschebotarjow Russland | Darren O’Neill Irland          | Mikalaj Wesselau Weißrussland Mladen Manew Bulgarien       |
| Halbschwergewicht (bis 81 kg)   | Artur Beterbijew Russland     | Abdelkader Bouhenia Frankreich | Artur Chatschatrjan Armenien Kenneth Egan Irland           |
| Schwergewicht (bis 91 kg)       | Jegor Mechonzew Russland      | Terwel Pulew Bulgarien         | Denys Poyazyka Ukraine József Darmos Ungarn                |
| Superschwergewicht (über 91 kg) | Sergei Kusmin Russland        | Wiktar Sujeu Weißrussland      | Yousef Abdelghani Israel Roman Kapitonenko Ukraine         |

## Medaillenspiegel
| Rang | Land          | Gold | Silber | Bronze | Gesamt |
| ---- | ------------- | ---- | ------ | ------ | ------ |
| 1    | Russland      | 7    | 0      | 1      | 8      |
| 2    | Irland        | 1    | 1      | 3      | 5      |
| 3    | Ungarn        | 1    | 1      | 1      | 3      |
| 4    | Armenien      | 1    | 0      | 2      | 3      |
| 4    | Deutschland   | 1    | 0      | 2      | 3      |
| 6    | England       | 0    | 3      | 1      | 4      |
| 7    | Frankreich    | 0    | 2      | 0      | 2      |
| 8    | Ukraine       | 0    | 1      | 4      | 5      |
| 9    | Belarus       | 0    | 1      | 3      | 4      |
| 10   | Bulgarien     | 0    | 1      | 1      | 2      |
| 11   | Aserbaidschan | 0    | 1      | 0      | 1      |
| 12   | Israel        | 0    | 0      | 1      | 1      |
| 12   | Italien       | 0    | 0      | 1      | 1      |
| 12   | Spanien       | 0    | 0      | 1      | 1      |
| 12   | Wales         | 0    | 0      | 1      | 1      |
|      | Gesamt        | 11   | 11     | 22     | 44     |